# Ryutetsu
La Ryutetsu Co.,Ltd. (流鉄株式会社, Ryūtetsu Kabushiki-gaisha) est une compagnie de transport de passagers qui exploite une ligne de chemin de fer dans la préfecture de Chiba au Japon. Son siège social se trouve dans la ville de Nagareyama.

## Histoire
La compagnie a été fondée le 7 novembre 1913. Elle commence l'exploitation ferroviaire en mars 1916.

## Ligne
La compagnie possède une ligne.
| Ligne            | Nom japonais | Terminus             | Longueur (km) | Gares |
| ---------------- | ------------ | -------------------- | ------------- | ----- |
| Ligne Nagareyama | 流山線       | Mabashi - Nagareyama | 5,7           | 6     |

## Matériel roulant

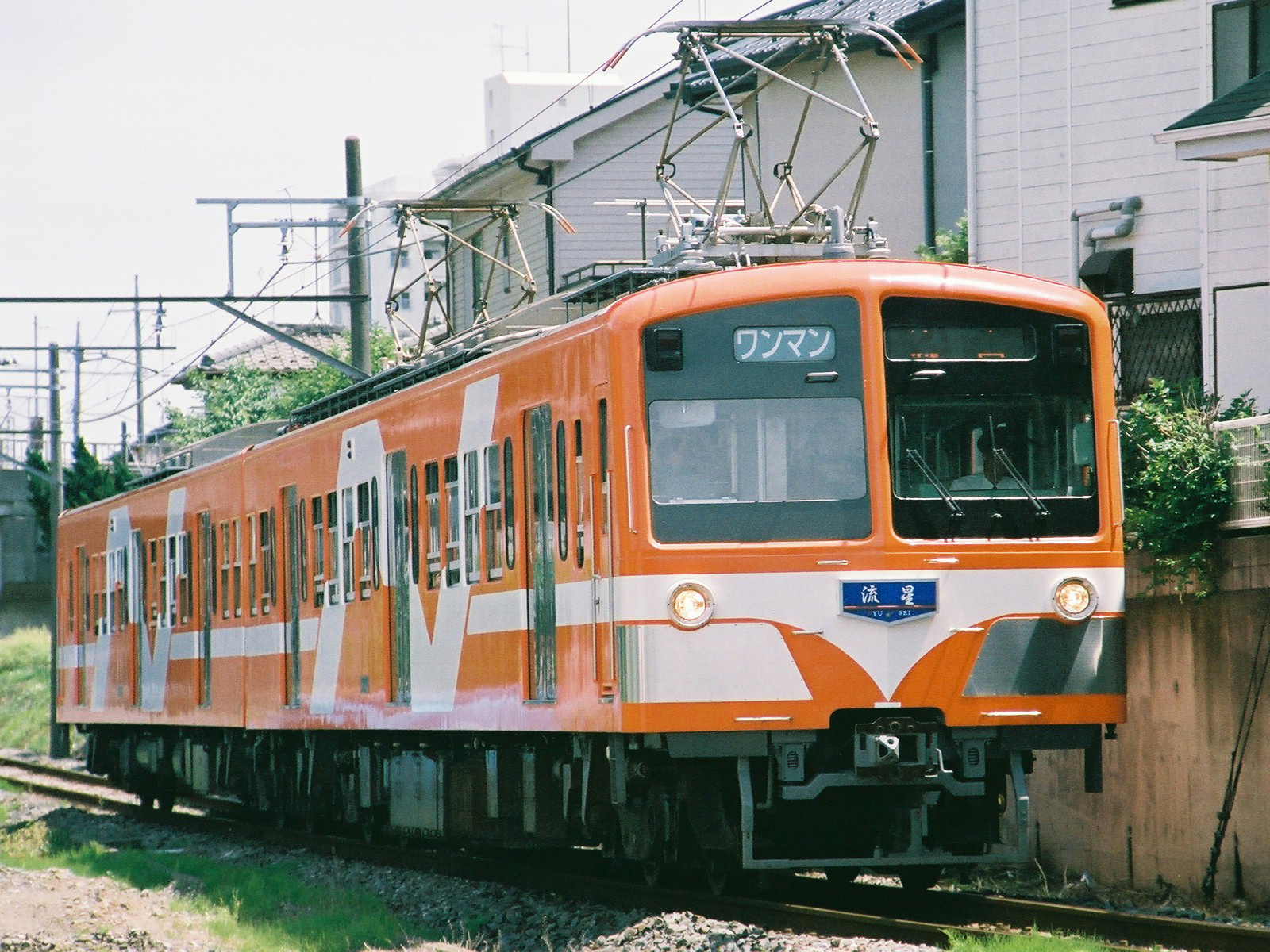
Ryutetsu série 5000.

La compagnie possède des rames série 5000, anciennement Seibu série 101.
Elle a commandé et reçu auprès de la JR Central des rames d'occasion de série 211-6000 à deux caisses. Elles entreront en service en fin d'année.